# Charly-sur-Marne
Charly-sur-Marne là một xã ở tỉnh Aisne, vùng Hauts-de-France thuộc miền bắc nước Pháp.